# Sulfonyl

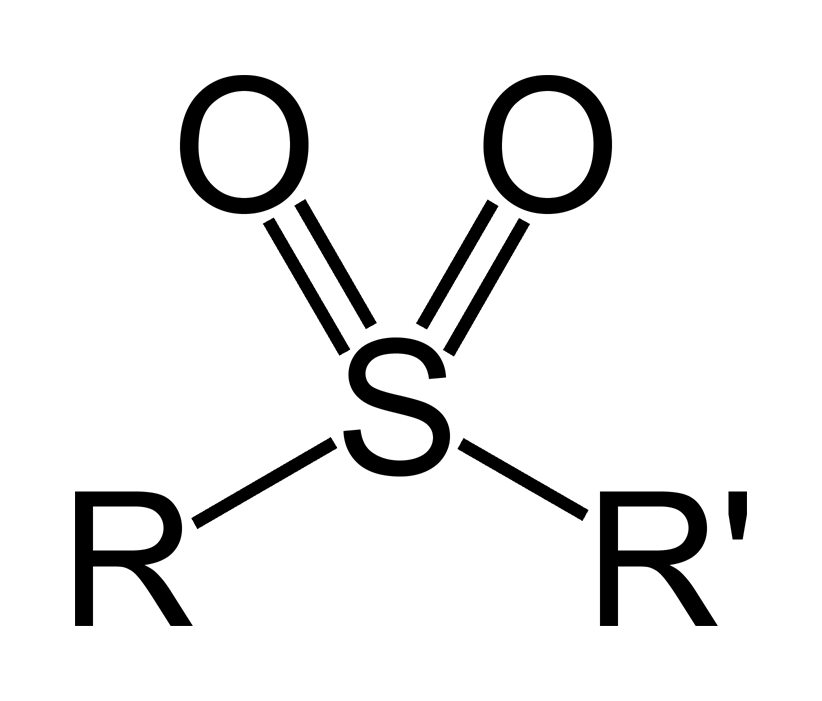
Sulfon – sestává ze sulfonylové skupiny vázané se dvěma uhlovodíkovými substituenty

Sulfonyl nebo též sulfonylová skupina může označovat buď funkční skupinu obsaženou především v sulfonech, anebo substituent získaný ze sulfonové kyseliny odstraněním hydroxylové skupiny, podobně jako u acylových skupin. Sulfonylové deriváty lze zapisovat obecným vzorcem R-S(=O)2-R', kde jsou mezi sírou a dvěma kyslíky dvojné vazby.
Sulfonylové deriváty lze redukovat na uhlovodíky pomocí hydridu hlinito-lithného (LiAlH4).
V anorganické chemii, kde není skupina -S(=O)2- navázána na atomy uhlíku, se označuje jako sulfuryl.

## Příklady sulfonylových substituentů
Názvy sulfonylových substituentů typicky končí na -syl, například:
| Název skupiny | Celý název                           | Zkratka | Příklad                                             |
| ------------- | ------------------------------------ | ------- | --------------------------------------------------- |
| tosyl         | p-toluensulfonyl                     | Ts      | tosylchlorid (p-toluensulfonylchlorid) CH3C6H4SO2Cl |
| brosyl        | p-brombenzensulfonyl                 | Bs      |                                                     |
| nosyl         | 2- nebo 4-nitrobenzensulfonyl        | Ns      |                                                     |
| mesyl         | methansulfonyl                       | Ms      | mesylchlorid (methansulfonylchlorid) CH3SO2Cl.      |
| triflyl       | trifluormethansulfonyl               | Tf      |                                                     |
| dansyl        | 5-(dimethylamino)naftalen-1-sulfonyl | Ds      | dansylchlorid                                       |